# Osmeroidea
Super-famille
Les Osmeroidea sont une super-famille de poissons téléostéens de l'ordre des Osmeriformes.

## Liste des familles
- Osmeridae
- Salangidae